# Snape (Suffolk)
Snape is een civil parish in het Engelse graafschap Suffolk.